# Tema Youth FC
Tema Youth Football Club is een Ghanese voetbalclub uit Tema. De club speelde in 2017 voor het laatst in de Premier League.

## Bekende (ex-)spelers
- Joseph Attamah (jeugd)
- Cofie Bekoe
- Jonah Osabutey
- Joseph Paintsil
- Ernest Sowah